# Khaled ben Talal Al Saoud
Khaled ben Talal ben Abdelaziz Al Saoud  (en arabe : خالد بن طلال بن عبد العزيز آل سعود), né le 10 janvier 1962 à Riyad (Arabie Saoudite) est un homme d'affaires saoudien, fils du prince Talal et membre de la famille royale saoudienne.

## Biographie
Khaled ben Talal Al Saoud naît le 10 janvier 1962 dans la capitale de l'Arabie Saoudite, Riyad. Il est le troisième fils du Prince Al Walid. Il a un frère, Al-Walid ben Talal Al Saoud.
En 1980, il se marie avec Jazzi ben Saoud ben Abdelaziz Al Saoud.
Il a deux filles, Nouf et Ghada, ainsi que trois garçons, Mohammed, Walid et Saoud. Son fils Walid, surnommé « le prince endormi » après avoir été plongé dans le coma à la suite d'un accident de la route en 2005, meurt le 19 juillet 2025 à la Cité médicale du roi Abdulaziz à Riyad, à l'âge de 36 ans,,.

## Affaires judiciaires
En décembre 2017, Khaled ben Talal est arrêté pour avoir critiqué la purge « anti-corruption » décidée par le prince héritier Mohammed ben Salmane. La purge entraîne en particulier l'arrestation du frère de Khaled ben Talal, Al-Walid ben Talal. En novembre 2018, le prince Mohammed ben Salmane fait face à une crise internationale après l'assassinat de Jamal Khashoggi par les Saoudiens. Il choisit, peut-être sous contrainte des États-Unis, de libérer des membres de la famille royale, dont Khaled ben Talal, pour obtenir un soutien au sein de celle-ci,.
En décembre 2018, Khaled ben Talal est de nouveau arrêté sur ordre de MBS, 4 jours après la mort de son père, le prince Talal ben Abdelaziz.